# Araneus aubertorum
Araneus aubertorum là một loài nhện trong họ Araneidae.
Loài này thuộc chi Araneus. Araneus aubertorum được Lucien Berland miêu tả năm 1938.